# Bielefeldcomplot

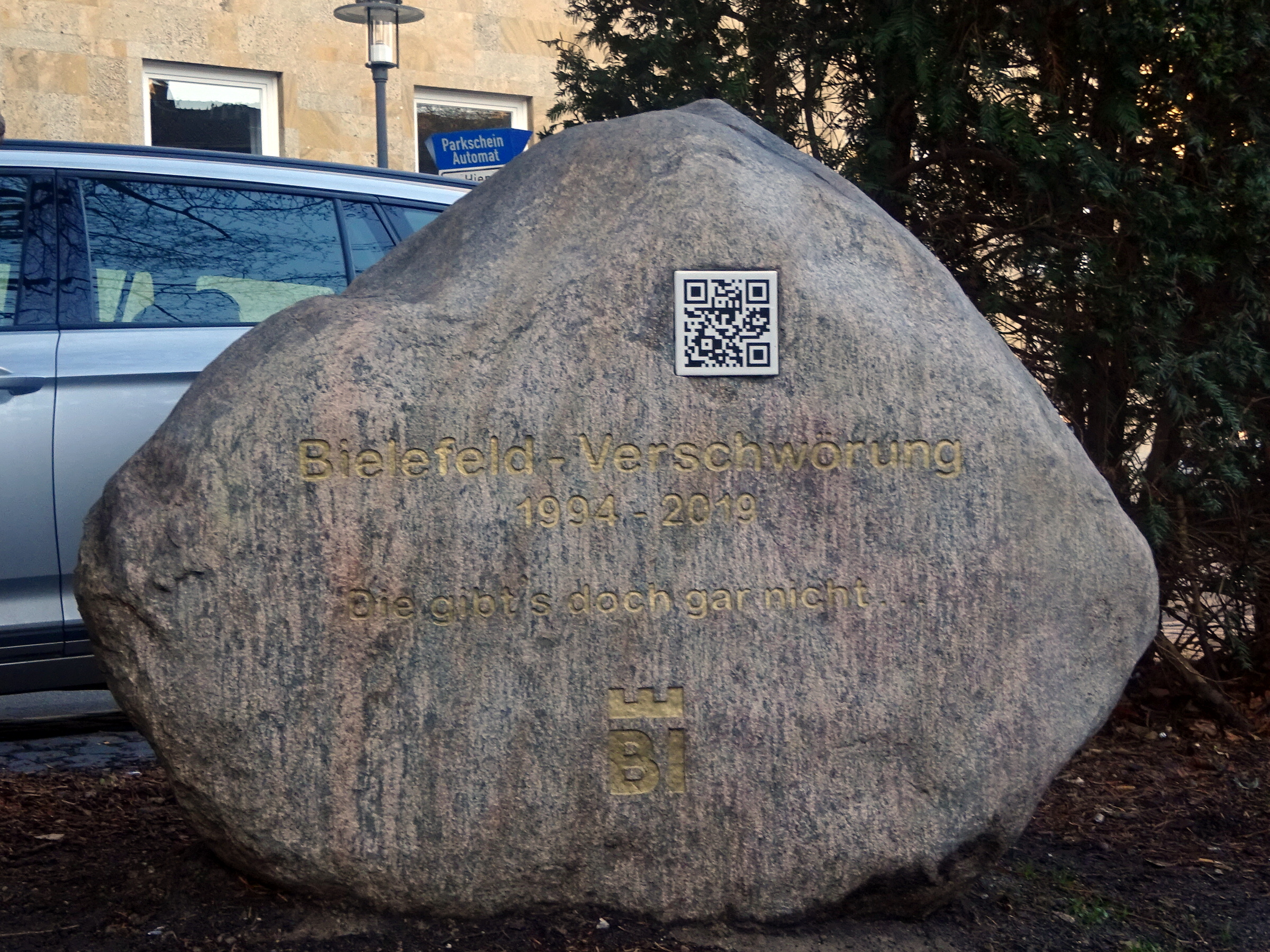
Gedenksteen voor het einde van het Bielefeldcomplot, de QR-code leidde naar een website

Het Bielefeldcomplot (Duits: Bielefeldverschwörung) is een satirische complottheorie, of een onderdeel van een grotere satirische complottheorie waarmee het bestaan van de Duitse stad Bielefeld in twijfel wordt getrokken. Doel van deze theorie is de onfalsificeerbaarheid van complottheorieën en hun noodzakelijke cirkelredenering aan te tonen. De grap verscheen voor het eerst in 1994 op Usenet en werd daarna onder de Duitstalige internetters een running gag die men tot de internetfolklore rekent. Om af te rekenen met de mythe dat de stad niet bestaat, loofde de gemeente Bielefeld in 2019 een geldprijs van 1 miljoen euro uit voor diegene die kon bewijzen dat de stad niet bestaat.

## Inhoud
In het kort behelst de theorie het volgende: de stad Bielefeld bestaat niet. "Ze" willen ons doen geloven dat dit wel het geval is door haar in de media te noemen en overal op de kaart te zetten. "Ze" zijn vaak de Duitse regering, de CIA, de Mossad of buitenaardse wezens (er zijn meerdere versies in omloop; in de eerste versie werd niemand bij naam genoemd). In echte complottheorieën zijn deze immers vaker de schuldigen.
Om de theorie te ondersteunen, worden de volgende drie vragen gesteld:
1. Ken je iemand uit Bielefeld?
2. Ben je weleens in Bielefeld geweest?
3. Ken je iemand die in Bielefeld is geweest?

Voor de meeste internetbezoekers is het antwoord driemaal "nee", en iemand die "ja" antwoordt, kan eenvoudig worden weggezet als onderdeel van het complot.
De locatie waar Bielefeld zogenaamd ligt, wordt waarschijnlijk voor militaire doeleinden of ontmoetingen met buitenaardsen gebruikt. Om "ze" niets te laten merken, spreekt men van het B-woord, B*e*e*e*d of Bielefake.

## Oorsprong
De oorsprong ligt enigszins in het duister, maar de eerste bekende vermelding van het complot werd op 16 mei 1994 door een zekere Achim Held in de nieuwsgroep de.talk.bizarre gedaan. Toch circuleren er vele klaarblijkelijk onjuiste versies over het ontstaan van de theorie op internet.
Er zijn meerdere verhalen in omloop van wat er aan deze theorie voorafging en wat Held ertoe inspireerde. Eén theorie brengt het geheel in verband met de Universiteit Bielefeld: deze beschikte al heel vroeg over internet, maar in veel internetgroepen bleken geen mensen voor te komen die aan deze universiteit verbonden waren. Daarom leek het of de universiteit een loze façade was. Een andere theorie veronderstelt dat het verhaal is ontstaan doordat vanaf de Duitse A2 bij de afslag Bielefeld van deze stad vrijwel niets te zien is en men alleen weiland ziet.

## Vergelijkbare theorieën
Ook elders op de wereld zijn er steden of zelfs regio's waarvan het bestaan in twijfel wordt getrokken.
In Nederland wordt het bestaan van de stad Etten-Leur in twijfel getrokken. Journalist Jelmer Visser is de aanjager van deze beweging.
In augustus 2020 werd de Facebookgroep "Hasselt bestaat niet" opgericht door een groep vrienden die het bestaan van de Belgische stad Hasselt in twijfel trekt. In februari 2021 was #HasseltHoax trending op Twitter.